# Dušan Petković
Dušan Petković, srbski nogometaš, * 13. junij 1974, Beograd.
Za srbsko reprezentanco je odigral 7 uradnih tekem.